# Canaules-et-Argentières
Canaules-et-Argentières là một xã ở tỉnh Gard thuộc vùng Occitanie, phía nam nước Pháp. Xã Canaules-et-Argentières nằm ở khu vực có độ cao trung bình 112 mét trên mực nước biển. Xã nằm ở khu vực sản xuất rượu vang Languedoc.